# Petroquisa
A Petroquisa (Petrobras Química S.A.) foi um subsidiária da Petrobras criada em que atuava no segmento da indústria petroquímica.
A Petroquisa participava de sociedades que objetivavam a fabricação, comércio, distribuição, transporte, importação e exportação de produtos das indústrias químicas e petroquímicas, e prestava serviços técnicos e administrativos relacionados com as referidas atividades.

## História
Criada em 1967, foi a primeira subsidiária da Petrobras, tendo sido instituída com o objetivo de articular o setor estatal e privado na implementação da indústria petroquímica brasileira. Foi como concebida para ser uma holding de subsidiárias e de participações financeiras no desenvolvimento da indústria petroquímica.
Foi instituído um modelo tripartite de gestão para as futuras petroquímicas, esse setor cresceu bastante no Brasil. O modelo tripartite de gestão repartia o controle acionário entre a Petroquisa, um grupo nacional privado e uma estrangeira de capital privado com sólidos conhecimentos no setor.
Nos anos 1970 iniciou-se a implantação mais dois polos petroquímicos, a Copene, que seria inaugurada em 1978, dentro do Polo Industrial de Camaçari, após a Petroquisa ter assumido 52% das ações da Copene em 1971. A Copesul começou a funcionar em 1982, no Polo Petroquímico do Sul, no Rio Grande do Sul.
Em 1973, a Petroquisa adquire o controle acionário e a direção da Petroquímica União.
A Petroquisa chegou a ser acionista de trinta e seis empresas, que representavam mais de 70% da produção brasileira de petroquímicos até o início da década de 90.
Com a instituição do Plano Nacional de Desestatização – PND, a participação da Petroquisa foi reduzida a nove empresas, incluídas as três centrais petroquímicas: Copesul, Petroquímica União e Copene. Entre 1992 a 1996, foi promovida uma forte desestatização do setor petroquímico, tendo sido vendida a participação em vinte e sete empresas.
No setor químico e petroquímico, foram privatizadasː Petroflex, Copesul, Nitriflex, Polisul, PPH, CBE, Poliolefinas, Deten, Oxiteno, PQU, Copene, Salgema, CPC, Polipropileno, Álcalis, Pronor, Politeno, Nitrocarbono, Coperbo, Ciquine, Polialden, Acrinor, Koppol, CQR, CBP, Polibrasil, EDN.
Em 2010, a Petroquisa mantinha participações na Fábrica Carioca de Catalisadores, na Metanor, na Petrocoque, na PetroquímicaSuape, na Citepe, na Coquepar, na Braskem, na BRK Investimentos Petroquímicos, na Deten Química e na Nitroclor.
Em janeiro de 2012, a Petroquisa foi incorporada pela Petrobras.